# Lautém (gemeente)
Lautém (In het Tetun: Lautein) is een van de gemeenten van Oost-Timor. Het gemeente ligt in het oosten van het land en heeft zo'n 65.240 inwoners (telling 2015). De hoofdstad is Lospalos en is 248 km verwijderd van de hoofdstad Dili.
Het gemeente grenst aan de gemeenten Baucau en Viqueque. Ten noorden ligt de Bandazee, en in het zuiden de Timorzee. In het uiterste oosten, in het posto administrativo Tutuala ligt Kap Cutcha, tevens het meest oostelijk punt van het eiland. Verder ligt er voor de kust nog het heilige eiland Jaco.
Het gemeente staat bekend om zijn mooie en nog onaangetaste natuur. Nabij de stad Lautém zijn pre-historische muurtekeningen gevonden. In het hele gemeente liggen er stenen sarcofagen.
In de Portugese tijd heette de stad Lautém Vila Nova de Malaca .

## Bevolking
In de census van 2022 telde de gemeente Lautém 69.836 inwoners, waarvan 34.647 man en 35.189 vrouw. Lautém heeft een geslachtsverhouding van 985 mannen per 1000 vrouwen (landelijk: 1024 mannen per 1000 vrouwen). Lautém is hiermee de enige gemeente met een vrouwenoverschot in Oost-Timor. Ongeveer 5,2% van de totale bevolking van Oost-Timor woont in Lautém.
Ongeveer 43% van de bevolking is jonger dan 15, terwijl 9% van de bevolking 65 jaar of ouder is. De gemiddelde leeftijd van de bevolking bedraagt 17,5 jaar. In 2015 bedraagt het gemiddeld kindertal per vrouw zo’n 5,2 kinderen, een fikse daling vergeleken met 7,7 kinderen per vrouw in 2004.
Behalve het Portugees en Tetun zijn er ongeveer 30.000 mensen die het Fataluku spreken, een Papoea taal. Daarnaast wordt er in Lautém ook Makuva, Makalero en Makasae gesproken. De geletterdheid in het gemeente bedraagt 87%.